# Dorycoryphus longirostris
Dorycoryphus longirostris är en insektsart som beskrevs av Ludwig Redtenbacher 1891. Dorycoryphus longirostris ingår i släktet Dorycoryphus och familjen vårtbitare. Inga underarter finns listade i Catalogue of Life.